# Miguel Ferrer
Pour les articles homonymes, voir Ferrer.
Miguel Ferrer est un acteur américain, né le 7 février 1955 à Santa Monica (Californie) et mort le 19 janvier 2017 à Los Angeles (Californie).
Interprète de Robert « Bob » Morton dans le film RoboCop (1987) de Paul Verhoeven, Miguel Ferrer est un  visage familier de la télévision, étant  notamment connu pour le rôle de l'agent du FBI Albert Rosenfield dans Twin Peaks (1990-1991 / 2017), du Dr Garret Macy dans Preuve à l’appui (2001-2007), ou encore celui du directeur adjoint  Owen Granger dans NCIS : Los Angeles (2012-2017).
Il tient également le rôle de Shan-Yu dans le film d'animation Mulan (1998) des studios Disney.

## Biographie

### Jeunesse
Miguel José Ferrer naît le 7 février 1955 à Santa Monica (Californie).

### Famille
Miguel Ferrer est le fils de l'acteur américain d'origine portoricaine José Ferrer, et de la chanteuse américaine Rosemary Clooney, tante de George Clooney, étant ainsi le cousin germain de ce dernier.

### Carrière d'acteur
Dans les années 1980, Miguel Ferrer apparaît dans les séries télévisées Magnum, Chips ou encore Deux flics à Miami.
En 1987, il est révélé au grand public dans le film RoboCop avec son rôle de Bob Morton, l'un des cadres de l'OCP.
En 1990 et 1991, il fait partie de la série policière Twin Peaks de David Lynch et Mark Frost, dans laquelle il tient le rôle secondaire de l’agent du FBI Albert Rosenfield dans plusieurs épisodes des deux saisons de la série. Il reprend une première fois le rôle en 1992, pour les besoins du film Twin Peaks: Fire Walk with Me.
En 1995, il joue dans le clip de la chanson I Will Remember (tirée de l'album Tambu) du groupe de rock californien Toto.
Il prête sa voix au terrifiant Shan-Yu, le chef de l'armée des Huns et antagoniste du film d'animation Mulan des studios Disney avec Ming-Na Wen dans le rôle titre.
De 2001 à 2007, il est le partenaire de Jill Hennessy dans la série Preuve à l'appui. À la fin des années 2000, il participe notamment aux séries New York, section criminelle, Médium, Les Experts ou encore Psych
En 2008, il prête sa voix au personnage de DC Comics J'onn J'onzz / Martian Manhunter dans le film d'animation Justice League: The New Frontier, d'après le comics DC: The New Frontier de Darwyn Cooke.
En 2011, il joue le rôle du professeur de peinture de Susan Mayers, joué par Teri Hatcher, dans la septième saison de la série Desperate Housewives. De 2012 à 2017, il est le directeur Adjoint du NCIS dans la série NCIS: Los Angeles.
Son dernier rôle au cinéma est celui du vice-président des États-Unis, Gil Rodriguez, dans Iron Man 3 en 2013.
Quelques mois après sa mort, il apparait de nouveau dans le rôle de l'agent du FBI Albert Rosenfield dans de nombreux épisodes de la série Twin Peaks: The Return, troisième saison de la série Twins Peaks vingt-cinq ans après le film Twin Peaks: Fire Walk with Me sorti en 1992 . Il fait également partie de la distribution du film d'animation Teen Titans: The Judas Contract dans lequel il tient le rôle de l'assassin Deathstroke.

### Musique
Miguel Ferrer est également le chanteur, batteur et percussionniste du groupe de blues rock The Jenerators (en). Leur reprise de la chanson Knockin' on Heaven's Door est d'ailleurs la musique de fin de l'épisode de NCIS : Los Angeles où un hommage lui sera rendu après sa mort.

### Décès
Miguel Ferrer meurt le 19 janvier 2017 à Los Angeles (Californie), à l'âge de 61 ans, des suites d'un cancer de la gorge. Les acteurs George Clooney et Kyle MacLachlan lui rendent hommage. Il est enterré au cimetière Santa María Magdalena de Pazzis de San Juan à Porto Rico.

### Vie personnelle
Miguel Ferrer a été marié pendant dix ans avec l'actrice Leilani Sarelle ; ils ont eu deux fils, Lukas et Rafael. Divorcé, il se remarie en 2005 avec Lori Weintraub.
Il était aussi un adepte du golf et du ski et a été l'organisateur d'un tournoi de golf annuel au profit du Centre hospitalier pour enfants de l'UCLA.[réf. souhaitée]

## Filmographie
Sauf indication contraire, les informations mentionnées dans cette section peuvent être confirmées par la base de données cinématographiques IMDb,  présente dans la section « Liens externes ».

### Acteur

#### Cinéma

##### Film
- 1983 : Heartbreaker de Frank Zuniga : Angel
- 1983 : The Man Who Wasn't There (en) de Bruce Malmuth : le serveur
- 1984 : Truckin' Buddy McCoy de Richard DeMarco : Pete
- 1984 : Star Trek 3 : À la recherche de Spock (Star Trek III: The Search for Spock) de Leonard Nimoy : premier officier de l'U.S.S. Excelsior
- 1984 : Flashpoint de William Tannen: Roget
- 1984 : Lovelines (en) de Rodney Amateau : Dragon
- 1987 : RoboCop de Paul Verhoeven : Bob Morton
- 1989 : M.A.L., mutant aquatique en liberté (DeepStar Six) de Sean S. Cunningham : Snyder
- 1990 : Vengeance (Revenge) de Tony Scott : Amador
- 1990 : La Nurse (The Guardian) de William Friedkin : Ralph Hess
- 1992 : The Harvest de David Marconi : Charlie Pope
- 1992 : Twin Peaks: Fire Walk with Me de David Lynch : Albert Rosenfield, le légiste
- 1993 : Cigarettes & Coffee de Paul Thomas Anderson : Bill
- 1993 : Nom de code : Nina (Point of No Return) de John Badham : Kaufman
- 1993 : Scam de John Flynn : Barry Landers
- 1993 : Hot Shots! 2 de Jim Abrahams : commandeur Arvid Harbinger
- 1993 : Indiscrétion assurée (Another Stakeout) de John Badham : Tony Castellano
- 1994 : L'Apprenti millionnaire (Blank Check) de Rupert Wainwright : Quigley
- 1996 : The Disappearance of Garcia Lorca de  Marcos Zurinaga (en) : Centeno
- 1997 : Les Ailes de la nuit (The Night Flier) de Mark Pavia : Richard Dees
- 1997 : Mr. Magoo de  Stanley Tong : M. Ortega Peru
- 1998 : Un privé à L.A. (Where's Marlowe?) de Daniel Pyne et John Mankiewicz : Joe Boone
- 2000 : Traffic de Steven Soderbergh : Eduardo Ruiz
- 2002 : Sunshine State de John Sayles : Lester
- 2004 : Silver City de John Sayles : Cliff Castleton
- 2004 : Un crime dans la tête (The Manchurian Candidate) de Jonathan Demme : colonel Garret
- 2005 : Le Boss (The Man) de Les Mayfield : agent Peters
- 2007 : Robocop: Villains of Old Detroit : Robert Morton
- 2009 : Engrenage mortel (Wrong Turn at Tahoe) de Franck Khalfoun : Vincent
- 2010 : Hard Ride to Hell : Jefe / Black Sombrero
- 2012 : The Specialist (The Courier) de Hany Abu-Assad : M. Capo
- 2013 : Iron Man 3 de Shane Black : le vice-président des États-Unis Gil Rodriguez

##### Films d'animation
- 1998 : Mulan : Shan-Yu
- 2002 : Rolie Polie Olie : Les Chevaliers du rire : Robot bleu
- 2008 : La Ligue des justiciers : Nouvelle Frontière (Justice League: The New Frontier) : J'onn J'onzz / Martian Manhunter
- 2014 : Rio 2 : Big Boss
- 2017 : Teen Titans: The Judas Contract : Deathstroke

#### Télévision

##### Téléfilms et séries télévisées
- 1981 : Magnum (série TV) : Robert Wickes
- 1982-1985 : Trapper John M.D. (série TV) : Darby Thud / Dr Austin
- 1983 : Chips (série TV) : Bean
- 1984 : Cagney et Lacey (série TV) : Nunzio
- 1984 : Capitaine Furillo (Hill Street Blues) (série TV) : Carlos Salvadone
- 1985 : Hooker (série TV) : Scott
- 1987 : Texas Police (Houston Knights) : Virgilio
- 1987 : Hôtel (série TV) : Brian
- 1987 : Kung Fu: The Next Generation (téléfilm) : Mic
- 1987 : Downpayment on Murder (téléfilm) : Martin
- 1987 et 1989 : Deux Flics à Miami (Miami Vice) (série TV) : Ramon Pendroza
- 1988 : C.A.T. Squad: Python Wolf (téléfilm) : Paul Kiley
- 1988 : Badlands 2005 (téléfilm) : Rex
- 1989 : Guts and Glory: The Rise and Fall of Oliver North (téléfilm)
- 1989 : Le Coup de Shannon (Shannon's Deal) (téléfilm) : Todd Spurrier
- 1990 : Drug Wars: The Camarena Story (feuilleton TV) : Tony Riva
- 1990-1991 : Le Bluffeur ("Shannon's Deal") (série TV) : D.A. Todd Spurrier
- 1990-1991 : Broken Badges (série TV) : Beau Jack Bowman
- 1990, 1993-1994 : Les Contes de la crypte (Tales of Crypt) (série TV) : Gary / Hitman / Mitch Bruckner
- 1990-1991 : Twin Peaks (série TV) : agent Albert Rosenfield
- 1991 : Meurtre dans les hautes sphères (Murder in High Places) (téléfilm) : Wilhoite
- 1992 : In the Shadow of a Killer (téléfilm) : Dist. Attorney Steven Walzer
- 1992 : On the Air (série TV) : Bud Budwaller
- 1992 : Cruel Doubt (téléfilm) : Lewis Young
- 1993 : Scam (téléfilm) : Barry Landers
- 1994 : Royce (téléfilm) : Gribbon
- 1994 : Le Fléau (The Stand) (feuilleton TV) : Lloyd Henreid
- 1994 : Randonnée infernale (Incident at Deception Ridge) (téléfilm) : Ray Hayes
- 1994 : Urgences (ER) (série TV) : Mr. Parker
- 1994 : Jack Reed, le bras de la justice (Jack Reed: A Search for Justice) (téléfilm) : Win Carter
- 1994 : A Promise Kept: The Oksana Baiul Story (téléfilm) : Stanislav
- 1995 : In the Line of Duty: Hunt for Justice (téléfilm) : Thomas Manning
- 1995 : Fallen Angels (série TV) : Abbazzia
- 1995 : Le Retour de Rick Hunter (The Return of Hunter) (téléfilm) : Jack Valko
- 1996 : Projet Alf (Project: ALF) (téléfilm) : Moyers
- 1997 : Justice League of America (en) (téléfilm) : The Weather Man (Dr Eno)
- 1997 : Shining (The Shining) (mini-série) : Mark James Torrance (voix)
- 1997 et 1999 : Superman, l'Ange de Metropolis (série TV) : Aquaman / De'Cine / Mark Mardon
- 1998-1999 : LateLine (série TV) : Victor 'Vic' Karp
- 1998 : Le Meilleur des mondes (Brave New World) (téléfilm) : le directeur de Hatcheries and Conditioning
- 1999 : Will et Grace (série TV) : Nathan Berry
- 2000 : L.A. Sheriff's Homicide (téléfilm) : sergent Walter Drazin
- 2000 : Troisième planète après le Soleil (3rd Rock from the Sun) (série TV) : Jack McManus
- 2001 : Rolie Polie Olie (série TV) : Omnidroïde (voix)
- 2001-200 : Preuve à l'appui (Crossing Jordan) (série TV) : Dr Garret Macy
- 2002 : Shadow Realm (téléfilm) : Dr Daniel Critchley
- 2002 : Les Nuits de l'étrange (Night Visions) (série TV) : Dr Dan Critchley
- 2002 : Les Fantômes de High River (Sightings: Heartland Ghost) (téléfilm) : Allen
- 2003-2004 : Jackie Chan (Jackie Chan Adventures) (série TV) : Tarakudo / Shadowkhan King
- 2007 : Bionic Woman (série TV) : Jonas Bledsoe
- 2008 : New York, section criminelle (Law & Order: Criminal Intent) (série TV) : Gus Kovak
- 2008 : Médium (série TV) : Joey
- 2009 : Les Experts (CSI: Crime Scene Investigation) (série TV) : avocat Whitten
- 2009 : Lie to Me (série TV) : Bill Steele
- 2009 : Kings : général Mallick
- 2010 : Psych : Enquêteur malgré lui (Psych) (série TV) : Fred Collins Boyd
- 2011 : Desperate Housewives (série TV) : Andre Zeller (saison 8)
- 2012-2017 : NCIS : Los Angeles : Owen Granger
- 2017 : Twin Peaks: The Return (série télévisée) : agent Albert Rosenfield

##### Séries d'animation
- 1998 : Hercule : Antaeus (saison 1, épisode 19)
- 2007 : Batman : Sinestro (saison 5, épisode 7)
- 2007 : American Dad! : agent Hopkins (saison 2, épisode 11)
- 2011-2013 : Young Justice : L-1, Vandal Savage et Bibbo Bibbowski (11 épisodes)

## Ludographie
- 2004 : Halo 2 : le leader hérétique Sangheili « Sesa 'Refumee »

### Monteur et directeur de la photographie
- 2005 : Mentor (court métrage)[9]

## Voix francophones
En version française, Miguel Ferrer est dans un premier temps doublé par Patrick Poivey dans RoboCop et Sady Rebbot dans Twin Peaks. Jacques Brunet remplace ce dernier dans Twin Peaks: Fire Walk with Me. Par la suite, Ferrer est doublé par plusieurs comédiens dans les années 1990, comme  Patrick Floersheim dans Doute cruel (en) et Le Fléau ou encore Philippe Catoire dans Les Ailes de la nuit et Shining : Les Couloirs de la peur. À titre exceptionnel, il est doublé par Philippe Ogouz dans Les Contes de la Crypte, Michel Vigné dans  Hot Shots! 2, Patrice Keller dans Indiscrétion assurée et Jean-François Poron dans Nom de code : Nina.
À partir des années 2000, Patrick Messe devient sa voix dans la quasi-totalité de ses apparitons. Il le double notamment dans Preuve à l'appui, Psych, Desperate Housewives, NCIS: Los Angeles ou encore Twin Peaks: The Return. En parallèle, il est doublé par Pierre-François Pistorio dans Traffic, Gérard Rinaldi dans Un crime dans la tête, Jean-Paul Solal dans Le Boss et Pascal Germain dans Iron Man 3.